# 吉格林湖
46°54′51″N 9°22′24″E / 46.91417°N 9.37333°E

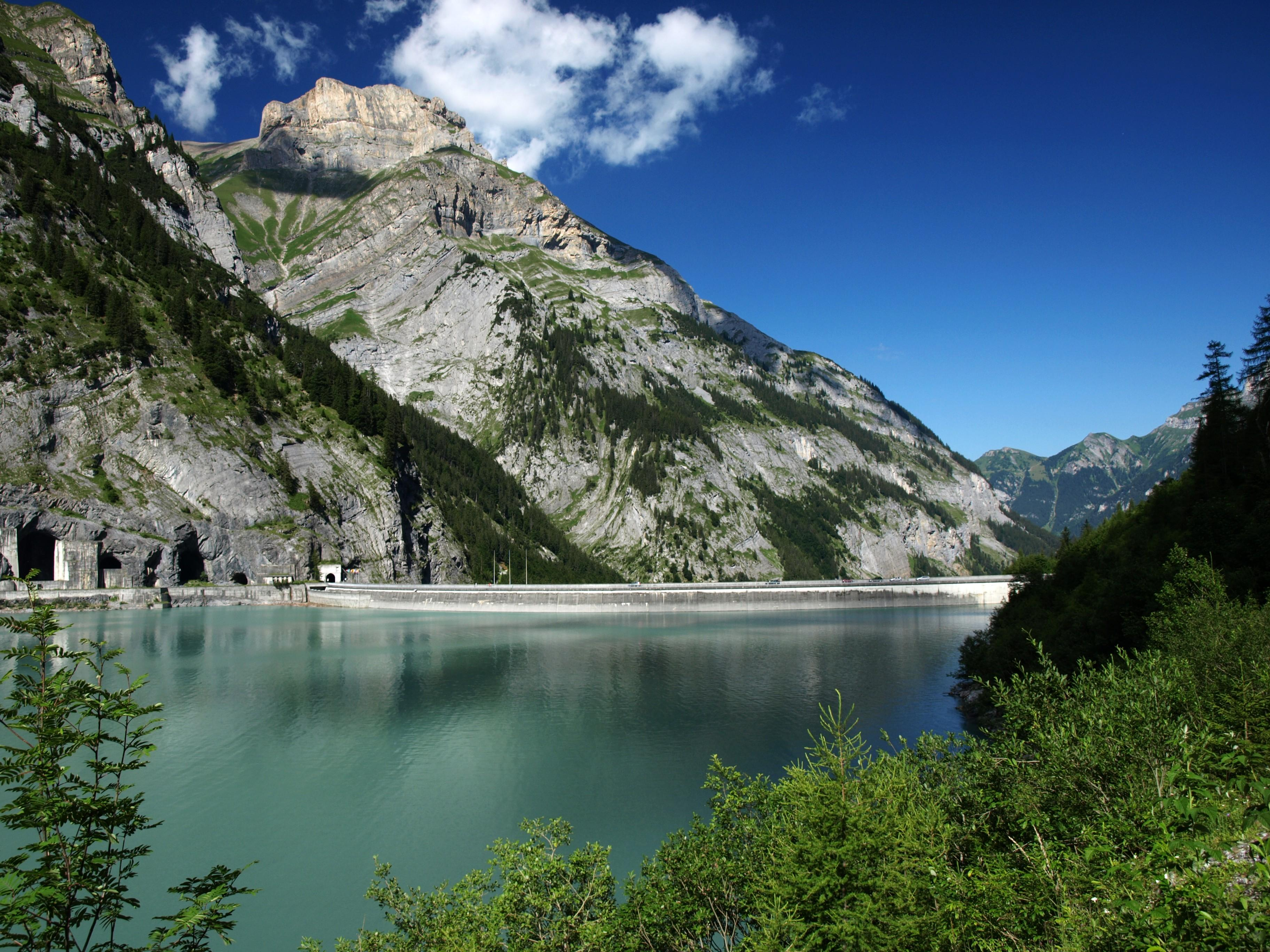

吉格林湖（Gigerwaldsee），是瑞士的水庫，位於該國東北部，由聖加侖州負責管轄，面積0.7平方公里，海拔高度1,335米，最大水深135米，水體容量3,560萬立方米。